# 塊莖小野芝麻
塊莖小野芝麻（学名：Lamium tuberiferum）为唇形科野芝麻屬下的一个种。

## 扩展阅读
- 維基物種上的相關：塊莖小野芝麻